# 285 (số)
285 (hai trăm tám mươi lăm) là một số tự nhiên ngay sau 284 và ngay trước 286.